# Gnathia puertoricensis
Gnathia puertoricensis är en kräftdjursart som beskrevs av Menzies och Peter W. Glynn 1968. Gnathia puertoricensis ingår i släktet Gnathia och familjen Gnathiidae. Inga underarter finns listade i Catalogue of Life.